# Узин (село)
Узи́н — село Івано-Франківської міської громади Івано-Франківського району Івано-Франківської області.

## Назва
Село Узин ймовірно отримало свою назву від річки, яка своєю вузькою смугою протікає вздовж самого населеного пункту і розділяє його на дві частини — східну і західну. Ця річка «узенька» і є підстави якраз з цього слова виводити етимологію назви села. Але водночас у краєзнавців існує й інша версія, згідно з якою назва села походить від тюркського слова, що в перекладі означає «ласо-аркан». За переказами, на території сучасного Узина був розташований кочовий табір східних племен і це слово залишилось з тих давніх часів.

## Географія
Загальна площа, яку охоплює сучасний Узин, становить 1239,6 гектарів. Село знаходиться у 10 кілометрах від обласного центру (м. Івано-Франківськ) та 18 кілометрах від м. Тисмениця. 

## Історія
Як свідчать виявлені археологічні знахідки, поселення на території сучасного Узина існувало вже за часів пізньої бронзи. А перша письмова згадка про село датується 1392 роком. 
Згідно з розпорядженням Кабінету Міністрів України від 12.06.2020 р. №714-р Узин адміністративно увійшов до складу Івано-Франківської міської територіальної громади.

## Культура та освіта

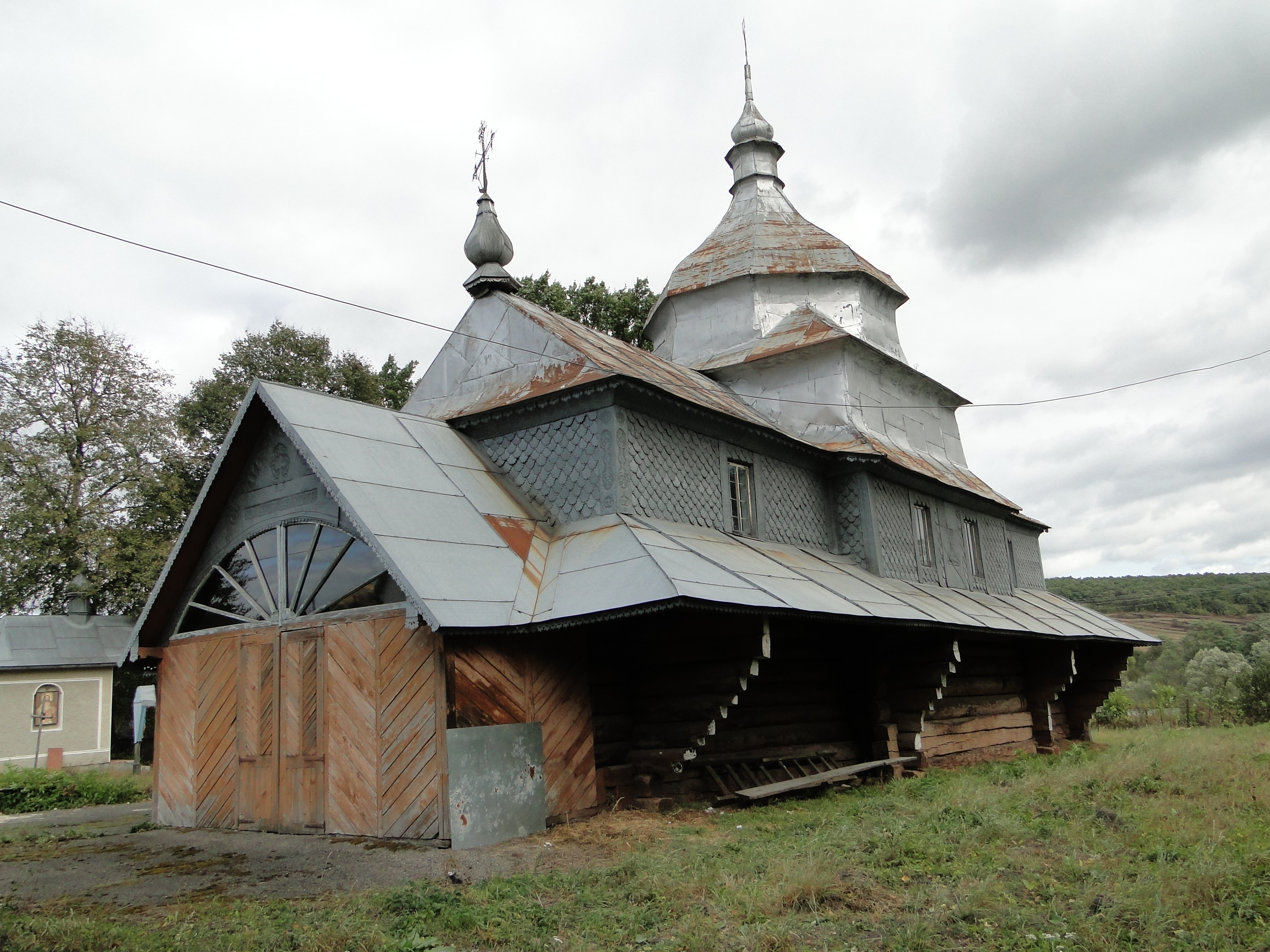
Церква Перенесення мощей Святого Миколая

Духовним осередком для сільської релігійної громади УГКЦ є церква Успіння Пресвятої Богородиці, відкрита і освячена 21 вересня 2004 року. Її парохом є  отець Володимир Михайлишин. Поруч з нею зберігся також дерев'яний храм Перенесення Мощей Святого Миколая, занесений до реєстру пам’яток архітектури. Його було зведено 1804 року і він перебував у статусі філії парафіяльної церкви в Ганнусівці, звідки на богослужіння раз у два тижні до села приїздив священик. У радянський період церква була недіючою.  Поновлення богослужінь у храмі Перенесення Мощей Святого Миколая відбулося у 1989 році. Спочатку церковна громада належала до православної конфесії і тільки в 1992 році перейшла в лоно Греко-Католицької церкви.
Село здавна славилося своєю культурною спадщиною. Ще у першій половині ХХ ст. тут працював драматичний гурток, у репертуарі якого були вистави українських письменників. Також було організовано хор, репертуар якого складали українські народні пісні та пісні українських композиторів. 
Працівники сільського Будинку культури, зведеного у 1986 році, бережуть усі кращі надбання минулого та примножують сучасну культурну спадщину рідного краю. При закладі активно функціонують: народний аматорський фольклорний колектив «Горицвіт», аматорський драматичний гурток, гурток художнього читання. Концертна зала Будинку культури може вмістити до 200 глядачів.
У селі діє Узинська гімназія Івано-Франківскої міської ради.

## Населення

### Мова
Розподіл населення за рідною мовою за даними перепису 2001 року:
| Мова            | Кількість | Відсоток |
| --------------- | --------- | -------- |
| українська      | 922       | 99.46%   |
| російська       | 4         | 0.43%    |
| інші/не вказали | 1         | 0.11%    |
| Усього          | 927       | 100%     |

## Відомі особистості
- Ярослав Гнесь (1953—2021) - заслужений журналіст України, член Національної спілки журналістів України, телеведучий.